# Lijst van Stolpersteine in Hoorn

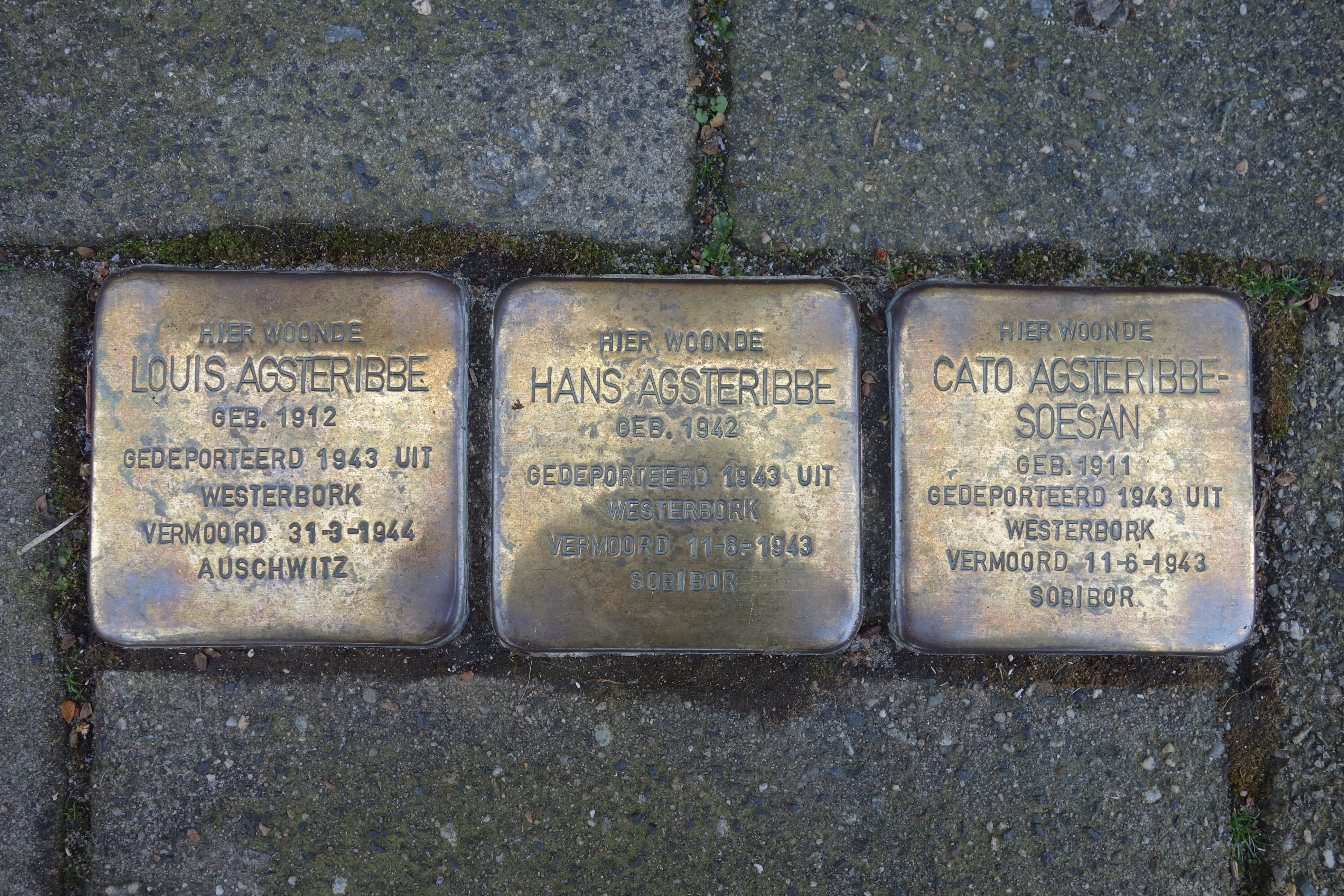
Stolpersteine voor familie Agsteribbe

De lijst van Stolpersteine in Hoorn geeft een overzicht van de gedenkstenen in de gemeente Hoorn in de Nederlandse provincie Noord-Holland die zijn geplaatst in het kader van het Stolpersteine-project van de Duitse beeldhouwer-kunstenaar Gunter Demnig.
Stolpersteine zijn opgedragen aan slachtoffers van het nationaalsocialisme, al diegenen die zijn vervolgd, gedeporteerd, vermoord, gedwongen te emigreren of tot zelfmoord gedreven door het nazi-regime. Demnig legt voor elk slachtoffer een aparte steen, meestal voor de laatste zelfgekozen woning.
Omdat het Stolpersteine-project doorloopt, kan deze lijst onvolledig zijn.

## Stolpersteine
In Hoorn liggen achttien Stolpersteine op elf adressen.

### Hoorn
| Afbeelding | Inscriptie | Adres                    | Herdachte persoon |
| ---------- | --- | ------------------------ | --- |
|            | HIER WOONDE CATO AGSTERIBBE- SOESAN GEB. 1911 GEDEPORTEERD 1943 UIT WESTERBORK VERMOORD 11-6-1943 SOBIBOR                                                                         | Beatrixlaan 3            | Cato Agsteribbe was kantoorbediende in Hoorn. Terwijl zij twee maanden zwanger was, werd zij met haar man via Amsterdam naar Westerbork gedeporteerd. Zij overleed samen met haar zoon Hans in Sobibor. |
|            | HIER WOONDE HANS AGSTERIBBE GEB. 1942 GEDEPORTEERD 1943 UIT WESTERBORK VERMOORD 11-6-1943 SOBIBOR                                                                                 | Beatrixlaan 3            | Hans Agsteribbe werd in Amsterdam geboren en werd samen met zijn moeder naar kinderkamp Vught afgevoerd. Via Westerbork werden moeder en zoon naar Sobibor gebracht, waar zij direct na aankomst werden vergast. Hans was bij zijn overlijden een half jaar oud.                                                                                             |
|            | HIER WOONDE LOUIS AGSTERIBBE GEB. 1912 GEDEPORTEERD 1943 UIT WESTERBORK VERMOORD 31-3-1944 AUSCHWITZ                                                                              | Beatrixlaan 3            | Louis Agsteribbe was in Hoorn werkzaam als winkelbediende. Hij werd samen met zijn nog zwangere vrouw naar Amsterdam vervoerd. Louis werd van zijn gezin gescheiden en overleed in Polen, mogelijk in Auschwitz. |
|            | HIER WOONDE FRISIA NORA BENIMA GEB. 1911 GEDEPORTEERD 1943 UIT WESTERBORK VERMOORD 11-6-1943 SOBIBOR                                                                              | Gedempte Turfhaven 7     | Frisia Nora Benima was kantoormedewerkster bij tabaksfabriek Pool. In haar vrije tijd was zij pianiste bij damesgymnastiekvereniging Allebé en bij de Koninklijke Concert- en Zangvereniging Sappho. Bij Sappho zat zij tevens als penningmeester in het bestuur.                                                                                            |
|            | HIER WOONDE ARIE GROOT GEB.1925 GEARRESTEERD 2-7-1944 AMSTERDAM GEÏNTERNEERD 9-8-1944 GEDEPORTEERD UIT AMERSFOORT VERMOORD 1-2-1945 NEUENGAMME                                    | Gouw 21                  | Arie Groot (1925–1945) |
|            | HIER WOONDE ERNST LEVENBACH GEB. 1899 GEDEPORTEERD 1943 UIT VUGHT VERMOORD 2-1-1944 AUSCHWITZ                                                                                     | Drieboomlaan 19          | Ernst Levenbach was homoseksueel. In zijn werkzame leven was hij tuinman. Hij woonde samen met Heinrich Spittel, maar of zij ook levenspartners waren, is niet bekend. Na zijn overlijden heeft zijn moeder in het Nieuw Israëlietisch Weekblad een oproep gedaan om in contact te komen met mensen die haar zoon voor zijn overlijden nog hadden gesproken. |
|            | HIER WOONDE MAX LÖWINGER GEB. 1919 GEDEPORTEERD 1943 UIT WESTERBORK VERMOORD 7-12-1943 AUSCHWITZ                                                                                  | Berkhouterweg 16         | Max Löwinger kwam in Wenen ter wereld en overleed toen hij 24 jaar oud was, meer is er over hem niet bekend. |
|            | HIER WOONDE ALEXANDER POLAK GEB. 1881 GEDEPORTEERD 1943 UIT WESTERBORK VERMOORD 12-2-1943 SOBIBOR                                                                                 | Grote Oost 77            | Alexander Polak was sinds 1935 weduwnaar en woonde op hetzelfde adres als de weduwe H. Schotté-De Vries, waar hij mogelijk kostganger was. |
|            | HIER WOONDE DAVID POLAK GEB. 1884 GEDEPORTEERD 1943 UIT WESTERBORK VERMOORD 30-4-1943 SOBIBOR                                                                                     | Italiaanse Zeedijk 46    | David Polak was werkzaam als lompenhandelaar hij was zelf 58 en woonde samen met zijn 50-jarige vrouw en 22-jarige zoon. |
|            | HIER WOONDE HEYMAN DAVID POLAK GEB. 1921 GEINTERNEERD 1943 VUGHT/LEUSDEN GEDEPORTEERD 1943 UIT WESTERBORK VERMOORD 31-3-1944 AUSCHWITZ                                            | Italiaanse Zeedijk 46    | Heyman Polak (ook gespeld als Hijman) was de zoon van David Polak en Vrouwtje Polak-Blindeman, hij was 22 jaar. |
|            | HIER WOONDE ISAAC POLAK GEB. 1914 GEINTERNEERD 1943 VUGHT/MOERDIJK GEDEPORTEERD 1943 UIT WESTERBORK VERMOORD 23-7-1943 SOBIBOR                                                    | Keern 81                 | Isaac Polak was de zoon van Alexander en woonde alleen. Zijn beroep is niet bekend. |
|            | HIER WOONDE VROUWTJE POLAK-BLINDEMAN GEB. 1892 GEDEPORTEERD 1943 UIT WESTERBORK VERMOORD 30-4-1943 SOBIBOR                                                                        | Italiaanse Zeedijk 46    | Vrouwtje Polak-Blindeman was de vrouw van David Polak en moeder van Heyman Polak. Zij was 50 jaar ten tijde van haar overlijden. |
|            | HIER WERKTE JACOBUS DANIËL POLL GEB. 1889 VERZETSSTRIJDER 'WIM' VERRADEN GEARRESTEERD 21-6-1944 GEÏNTERNEERD SACHSENHAUSEN, BUCHENWALD VERMOORD 22-4-1945 FLOSSENBÜRG-MUSCHENRIED | Johan Messchaertstraat 5 | J.D. Poll, ook Koos Poll was directeur van de Rijks Hogere Burgerschool Hoorn, waar de Stolperstein voor het tuinhek is geplaatst. Hij was gedurende de oorlog ook verzetsstrijder en lid van Dienst Wim. Poll werd 56 jaar oud en liet een vrouw en drie zonen achter.                                                                                      |
|            | HIER WOONDE HEINRICH MAX SPITTEL GEB. 1918 GEDEPORTEERD 1943 UIT WESTERBORK VERMOORD 30-2-1943 AUSCHWITZ                                                                          | Drieboomlaan 19          | Heinrich Max Spittel was 25 jaar ten tijde van zijn dood. Hij woonde samen met Ernst Levenbach, maar of zij levenspartners waren is niet bekend. |
|            | HIER WOONDE DAVID GERRIT TROMPETTER GEB. 1883 GEDEPORTEERD 1943 UIT WESTERBORK VERMOORD 4-6-1943 SOBIBOR                                                                          | Breed 10                 | David Gerrit Trompetter was van beroep handelaar in wol en huiden. Hij was daarnaast gemeenteraadslid. Ten tijde van zijn overlijden was hij 59 jaar. |
|            | HIER WOONDE LOUISA TROMPETTER- BREMER GEB. 1881 GEDEPORTEERD 1943 UIT WESTERBORK VERMOORD 4-6-1943 SOBIBOR                                                                        | Breed 10                 | Louisa Trompetter-Bremer was 61 jaar ten tijde van haar overlijden. |
|            | HIER WOONDE LEONARDUS HERMAN YZAK VLEESCHDRAAGER GEB. 1924 GEDEPORTEERD 1943 UIT WESTERBORK VERMOORD 2-7-1943 SOBIBOR                                                             | Grote Noord 77           | Leonardus Herman Yzak Vleeschdraager was de zoon van Abraham Vleeschdraager en Sara Vleeschdraager-Jacobs. Hij was werkzaam als knecht bij banketbakkerij Van den Berg aan de Nieuwstraat en bracht op een fiets bestellingen rond. Leo was 18 jaar oud. |
|            | HIER WOONDE SARA VLEESCHDRAAGER- JACOBS GEB. 1887 GEDEPORTEERD 1943 UIT WESTERBORK VERMOORD 28-5-1943 SOBIBOR                                                                     | Grote Noord 77           | Sara Vleeschdraager-Jacobs was de vrouw van Abraham Vleeschdraager en moeder van Leo Vleeschdrager. Sara was bij haar overlijden 55 jaar oud. Haar man overleefde de oorlog als enige van het gezin van drie. |
|            | | Tweeboomlaan 74          | Abraham van den Berge was onderwijzer aan de MULO. samen met zijn vrouw had hij een joodse baby in huis. Zowel de baby als Van den Berge's vrouw overleven de oorlog. |

## Data van plaatsingen
- 18 juni 2012: [33]zestien Stolpersteine op Beatrixlaan 3, Berkhouterweg 16, Breed 10, Drieboomlaan 19, Gedempte Turfhaven 7, Grote Noord 77, Grote Oost 77, Italiaanse Zeedijk 46, Keern 81
- 16 september 2022: een Stolperstein op Gouw 21
- 22 april 2023: een Stolperstein op Johan Messchaertstraat 5